# The Japanese House
Эмбер Мэри Бэйн (Amber Mary Bain; р. 13 июля 1995) — британская инди-поп-певица, автор-исполнитель, выступающая под сценическим именем The Japanese House.
Исполняет синти-поп, дрим-поп, электропоп, инди-поп, и альт-поп. Энди Мик из Billboard описал её дискографию как комбинацию экспериментальной электроники и «запоминающейся поп-музыки, подкрепленной барабанами и гудящими гитарами».

## Биография
Родилась 13 июля 1995 в г. Бакингемшир, Великобритания. Настоящее имя Amber Mary Bain.
Бэйн начала профессионально заниматься музыкой под псевдонимом «The Japanese House». Она заявила, что е причины для использования псевдонима включают нежелание определяться её полом и желание избежать внимания общественности. Название The Japanese House было навеяно имуществом в Корнуолле, Англия, в котором она и её семья отдыхали в детстве.
Этот дом ранее принадлежал Кейт Уинслет, и его обстановка напоминала традиционный Японский чайный домик, который вдохновил Бэйн на музыкальное прозвище.
Во время недельного пребывания в коттедже Бэйн изображала из себя мальчика, называя себя Дэнни. Её опыт там напрямую вдохновил на использование анонимного имени для своей музыки, а не на использование её собственного имени.
В начале своей карьеры Бэйн избегала фотосессий и рекламы, что в сочетании с её андрогинным вокалом привело к тому, что многие СМИ назвали её анонимной артисткой. После выпуска дебютного мини-альбома Pools to Bathe In фанаты размышляли о её поле и идентичности, а некоторые даже утверждали, что The Japanese Houseэто был Мэтти Хили из группы the 1975, друга Бэйн, с которым они встречались. Бэйн начала тесно работать с группой the 1975 и записываться на их лейбле Dirty Hit.
Несмотря на завесу анонимности, окружавшую The Japanese House, Бэйн никогда не скрывала свою личность в Интернете. В интервью 2019 года она отметила, что в её официальных аккаунтах в социальных сетях даже использовалось своё полное имя, Эмбер Бейн.
Со временем она стала более публичной, появляясь в интервью и фотосессиях, заявляя, что причиной этого было то, что ей стало удобнее находиться в центре внимания и «она не хотела, чтобы тайна стала больше, чем музыка».
Певица известна своим андрогинным стилем и волнистыми светлыми волосами, которые сравнивают с волосами американского музыканта Курта Кобейна. Меган Бюргер из Pitchfork описала Бэйн в начале своей карьеры как «тихую странную 19-летнюю девушку с волосами Курта Кобейна и мальчишеским стилем».

## Дискография
Дискография The Japanese House включает, в том числе, следующие релизы:
- Good at Falling (2019)
- In the End It Always Does (2023)